# Lee Jae-in
 (juillet 2025).
Le contenu est difficilement compréhensible vu les erreurs de traduction, qui sont peut-être dues à l'utilisation d'un logiciel de traduction automatique.
Lee Jae-in (en coréen : 이재인), née le 6 février 2004, est une actrice sud-coréenne. Elle s'est fait remarquer pour la première fois en 2019 grâce à son rôle dans le thriller mystique Svaha: The Sixth Finger. Depuis, elle a poursuivi sa carrière à la télévision, notamment dans les séries Racket Boys (2021) et Night Has Come (2023), confirmant son statut d'étoile montante de la jeune génération d'actrices sud-coréennes.

## Carrière
Lee Jae-in est l'une des rares célébrités sud-coréennes originaires de la province de Gangwon, une région montagneuse située à la frontière avec la Corée du Nord. Elle a fait ses débuts d’actrice en 2012 en incarnant la version enfant d’un personnage secondaire dans le drame télévisé Ice Adonis.
Son premier rôle majeur au cinéma remonte à 2019, dans le thriller mystique Svaha: The Sixth Finger, où elle interprète deux sœurs jumelles aux personnalités distinctes. Sa performance saluée par la critique lui vaut plusieurs prix et nominations, notamment aux principales cérémonies cinématographiques sud-coréennes. La même année, elle décroche également son premier rôle régulier à la télévision dans le drame social Beautiful World.
En 2021, Lee Jae-in a été choisie pour apparaître dans la série d’espionnage judiciaire Undercover diffusée sur JTBC, ainsi que dans le drame sportif de SBS Racket Boys, où elle incarne une jeune athlète prometteuse membre de l’équipe nationale junior de badminton. La même année, elle a également été saluée pour sa prestation remarquée dans le thriller Hard Hit, renforçant sa réputation d’actrice polyvalente.
En janvier 2023, Lee Jae-in a signé avec Yooborn Company.